# Horton Foote
Pour les articles homonymes, voir Foote.
Horton Foote est un scénariste, producteur et acteur américain né le 14 mars 1916 à Wharton, Texas (États-Unis) et mort le 4 mars 2009 à Hartford, Connecticut.

## Biographie
Horton Foote est né au Texas en 1916.  Il se fait connaitre au cours de la décennie 1950, alors qu'il écrit pour la télévision alors naissante des téléthéâtres transmis en direct. 
Au cours des années 1960, Foote écrit le scénario du film Du silence et des ombres, que réalise Robert Mulligan d'après le roman de Harper Lee Ne tirez pas sur l'oiseau moqueur.  Le film, aujourd'hui considéré comme un classique du cinéma américain, reçoit huit nominations aux Oscars et Horton Foote lui-même obtient celui du meilleur scénario adapté.  Mulligan et Foote collaborent à nouveau sur Le Sillage de la violence, adaptation d'une pièce initialement écrite par Foote pour la télévision.  Il est également un des scénaristes de Que vienne la nuit de Otto Preminger.
Il consacre ensuite plusieurs années à la rédaction d'un cycle de neuf pièces intitulé The Orphean's Home évoquant différents moments de la vie de son père.  Il revient au cinéma en 1982 en écrivant la comédie dramatique Tendre Bonheur.  Le film, réalisé par Bruce Beresford, permet à Foote de recevoir un deuxième Oscar, cette fois-ci pour un scénario original.    

## Filmographie

### comme scénariste
- 1955 : Storm Fear
- 1962 : Du silence et des ombres (To Kill a Mockingbird).
- 1967 : Que vienne la nuit (Hurry Sundown)
- 1977 : The Displaced Person (TV)
- 1980 : Barn Burning (TV)
- 1981 : Keeping On (TV)
- 1983 : Tendre Bonheur (Tender Mercies)
- 1985 : Mémoires du Texas (The Trip to Bountiful)
- 1986 : On Valentine's Day de Ken Harrison
- 1992 : Des souris et des hommes (Of Mice and Men)
- 1997 : Alone (téléfilm) de Michael Lindsay-Hogg
- 2010 : Main Street de John Doyle (en)

### comme producteur
- 1983 : Tendre Bonheur (Tender Mercies)

### comme acteur
- 1996 : Lily Dale (TV) : Old Horace (voix)

## Distinctions

### Récompenses
- 1963 : Oscar du meilleur scénario adapté pour To Kill a Mockingbird (1962), film de Robert Mulligan.
- 1984 : Oscar du meilleur scénario original pour Tender Mercies (1983), film de Bruce Beresford.

### Nomination
- 1986 : Nommé pour l'Oscar du meilleur scénario adapté pour The Trip to Bountiful (1985), film de Peter Masterson.